# Draché
Draché est une commune française du département d'Indre-et-Loire, en région Centre-Val de Loire.

## Géographie

### Communes limitrophes
Draché est limitrophe des communes suivantes :
|        | Sainte-Maure-de-Touraine              |        |
| Maillé | Draché                                | Sepmes |
|        | La Celle-Saint-Avant, Marcé-sur-Esves |        |

### Hydrographie

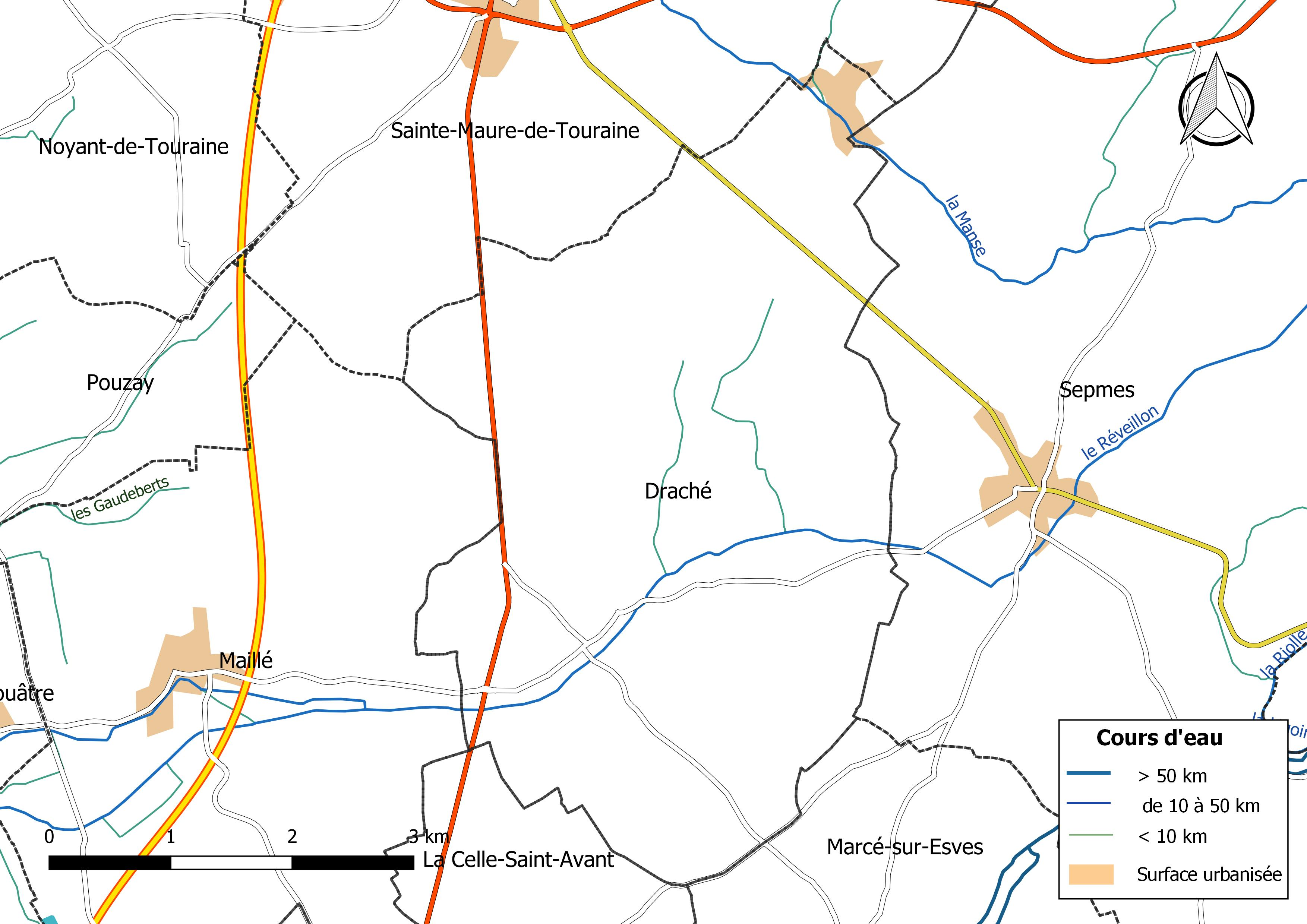
Réseau hydrographique de Draché.

Le réseau hydrographique communal, d'une longueur totale de 9,87 km, comprend deux cours d'eau notables, la Manse (0,948 km) et le Réveillon (4,085 km), et trois petits cours d'eau pour certains temporaires,.
La Manse, d'une longueur totale de 30,5 km, prend sa source à une altitude de 117 m sur la commune de Bossée et se jette  dans la Vienne à L'Île-Bouchard, à 32 m d'altitude, après avoir traversé 11 communes. 
Sur le plan piscicole, la Manse est classée en deuxième catégorie piscicole. Le groupe biologique dominant est constitué essentiellement de poissons blancs (cyprinidés) et de carnassiers (brochet, sandre et perche).
Le Réveillon, d'une longueur totale de 15,2 km, prend sa source dans la commune de Sepmes et se jette  dans la Vienne à Nouâtre, après avoir traversé 5 communes. 
Sur le plan piscicole, le Réveillon est également classé en deuxième catégorie piscicole. Jusqu'au passage de la D910, le Réveillon est traditionnellement appelé la Louine.
Une zone humide est répertoriée sur la commune par la direction départementale des territoires (DDT) et le Conseil départemental d'Indre-et-Loire : « la vallée de la Manse de la Roche Ploquin au Gué Blandin »,.

### Géologie et relief
La superficie de la commune est de 1 851 hectares ; son altitude varie entre 56 m et 112 mètres.

### Climat
Pour des articles plus généraux, voir Climat du Centre-Val de Loire et Climat d'Indre-et-Loire.
En 2010, le climat de la commune est de type climat océanique dégradé des plaines du Centre et du Nord, selon une étude du CNRS s'appuyant sur une série de données couvrant la période 1971-2000. En 2020, Météo-France publie une typologie des climats de la France métropolitaine dans laquelle la commune est exposée à un climat océanique altéré et est dans la région climatique Moyenne vallée de la Loire, caractérisée par une bonne insolation (1 850 h/an) et un été peu pluvieux.
Pour la période 1971-2000, la température annuelle moyenne est de 11,1 °C, avec une amplitude thermique annuelle de 14,9 °C. Le cumul annuel moyen de précipitations est de 724 mm, avec 11,1 jours de précipitations en janvier et 6,6 jours en juillet. Pour la période 1991-2020, la température moyenne annuelle observée sur la station météorologique de Météo-France la plus proche, sur la commune de Saint-Épain à 12 km à vol d'oiseau, est de 12,3 °C et le cumul annuel moyen de précipitations est de 745,6 mm,. Pour l'avenir, les paramètres climatiques de la commune estimés pour 2050 selon différents scénarios d'émission de gaz à effet de serre sont consultables sur un site dédié publié par Météo-France en novembre 2022.

## Urbanisme

### Typologie
Au 1er janvier 2024, Draché est catégorisée commune rurale à habitat dispersé, selon la nouvelle grille communale de densité à sept niveaux définie par l'Insee en 2022.
Elle est située hors unité urbaine. Par ailleurs la commune fait partie de l'aire d'attraction de Tours, dont elle est une commune de la couronne,. Cette aire, qui regroupe 162 communes, est catégorisée dans les aires de 200 000 à moins de 700 000 habitants,.

### Occupation des sols
L'occupation des sols de la commune, telle qu'elle ressort de la base de données européenne d’occupation biophysique des sols Corine Land Cover (CLC), est marquée par l'importance des territoires agricoles (89,1 % en 2018), une proportion sensiblement équivalente à celle de 1990 (88,6 %). La répartition détaillée en 2018 est la suivante : 
terres arables (64,8 %), zones agricoles hétérogènes (20,2 %), forêts (8 %), prairies (4,1 %), zones industrielles ou commerciales et réseaux de communication (1,8 %), zones urbanisées (1,1 %). L'évolution de l’occupation des sols de la commune et de ses infrastructures peut être observée sur les différentes représentations cartographiques du territoire : la carte de Cassini (XVIIIe siècle), la carte d'état-major (1820-1866) et les cartes ou photos aériennes de l'IGN pour la période actuelle (1950 à aujourd'hui).

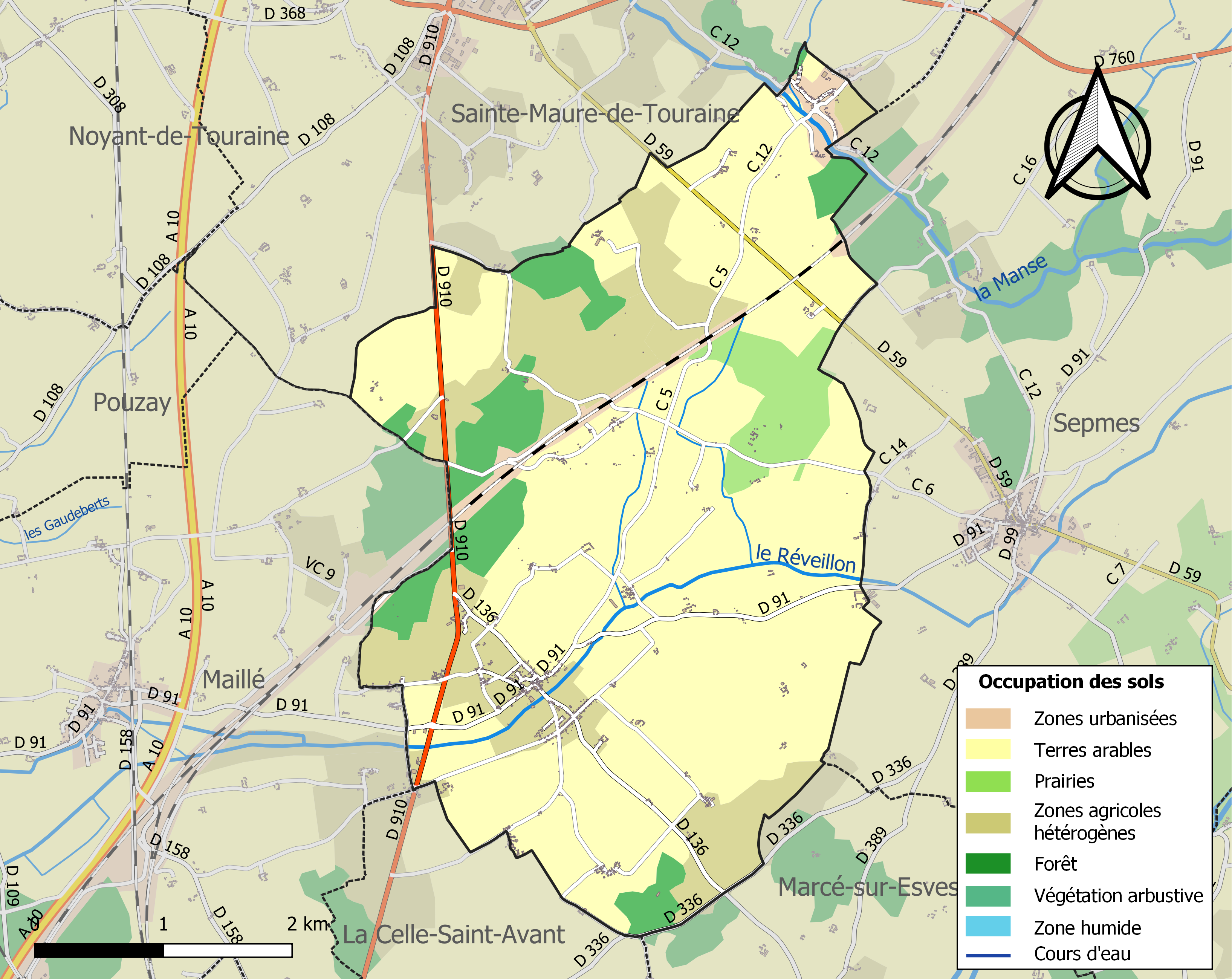
Carte des infrastructures et de l'occupation des sols de la commune en 2018 (CLC).

### Risques majeurs
Le territoire de la commune de Draché est vulnérable à différents aléas naturels : météorologiques (tempête, orage, neige, grand froid, canicule ou sécheresse) et séisme (sismicité faible). Un site publié par le BRGM permet d'évaluer simplement et rapidement les risques d'un bien localisé soit par son adresse soit par le numéro de sa parcelle.

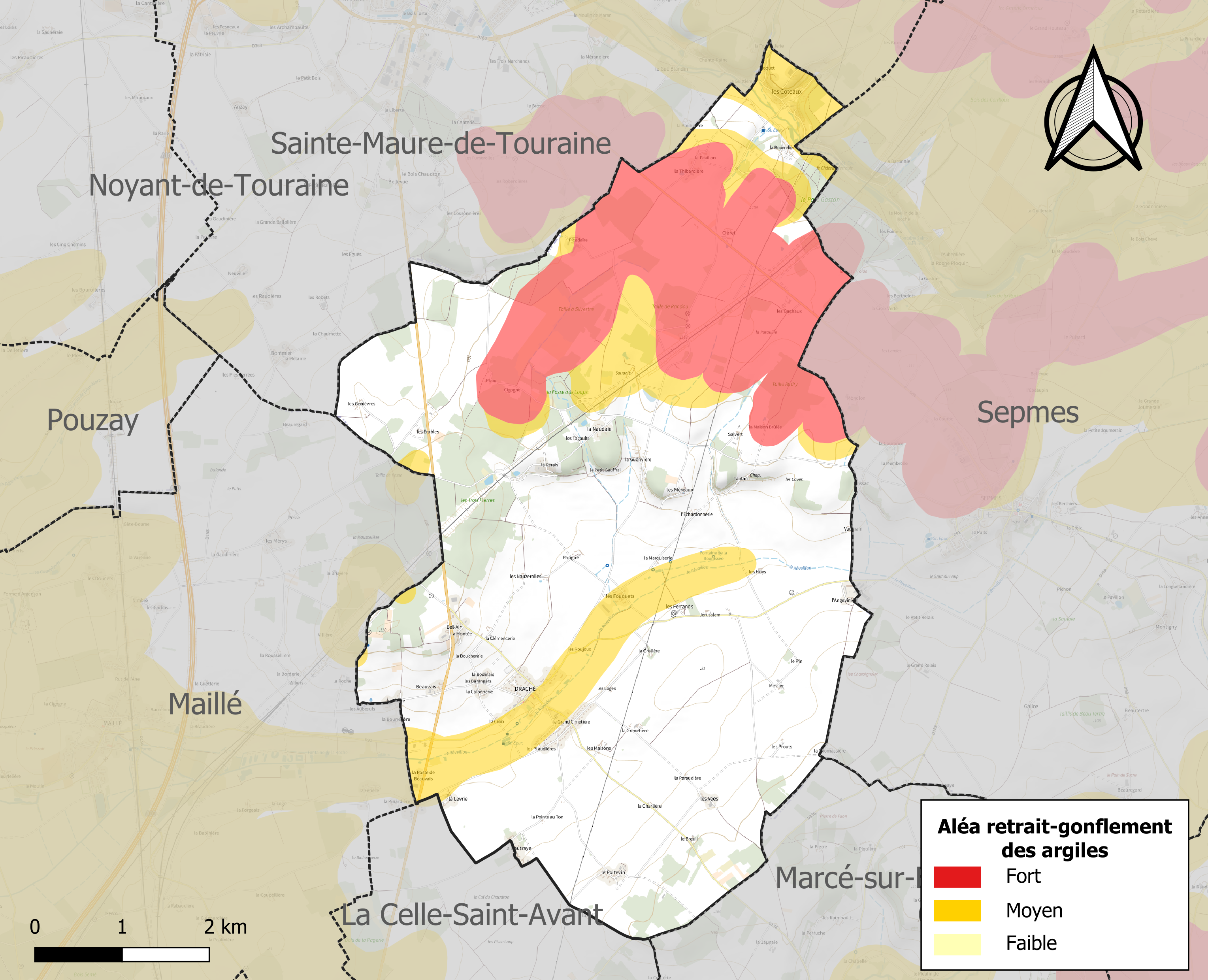
Carte des zones d'aléa retrait-gonflement des sols argileux de Draché.

Le retrait-gonflement des sols argileux est susceptible d'engendrer des dommages importants aux bâtiments en cas d’alternance de périodes de sécheresse et de pluie. 33,4 % de la superficie communale est en aléa moyen ou fort (90,2 % au niveau départemental et 48,5 % au niveau national). Sur les 339 bâtiments dénombrés sur la commune en 2019, 99 sont en aléa moyen ou fort, soit 29 %, à comparer aux 91 % au niveau départemental et 54 % au niveau national. Une cartographie de l'exposition du territoire national au retrait gonflement des sols argileux est disponible sur le site du BRGM,.
Concernant les mouvements de terrains, la commune a été reconnue en état de catastrophe naturelle au titre des dommages causés par la sécheresse en 2003 et par des mouvements de terrain en 1999.

## Toponymie
Plusieurs hypothèses sont proposées pour expliquer l'origine du toponyme Draché :
- un composé de l'anthroponyme gaulois Draccius et du suffixe -acum (« domaine de Draccius »),
- un dérivé du surnom latin Draco (« dragon ») suggéré par Marie-Thérèse Morlet[26].
- une référence à la viticulture : Olivier de Serres  emploie, vers 1600, le mot drache, d'origine celtique, équivalent à drêche aujourd'hui, pour désigner le marc de raisin[27]. Cette dernière possibilité a l'avantage d'être compatible avec l'histoire viticole de Draché dont témoignent les nombreuses caves à vin[28] présentes dans chaque ferme.

## Histoire

### Préhistoire
L'occupation de Draché est ancienne comme en témoigne le menhir de la Pierre Percée daté d'entre 2500 à 2000 ans avant notre ère (fin du néolithique).
À la Taille de Randoux (Varenne de la Grande Lie) les fouilles préventives à la construction de la ligne SNCF à grande vitesse ont mis au jour un établissement datant du premier âge du fer.

### La seconde Guerre mondiale et la Résistance

#### L'occupation et La ligne de démarcation
Après l'Armistice du 22 juin 1940, Draché se retrouve en zone occupée mais proche de la zone libre (carte). La vie change, des familles sont séparées. Des clandestins (familles juives, aviateurs alliés abattus, agents secrets, résistants) cherchent à passer la Ligne de démarcation. Cette situation entraîne la création de groupes de résistants et de passeurs locaux.

#### L'abbé Henri Péan et les autres résistants
À Draché, l'abbé Henri Péan déploie une activité considérable pour créer ou organiser des groupes de résistants. Il devient le chef départemental des réseaux Turma-Vengeance et Marie-Odile, (Liste des réseaux et mouvements de la Résistance intérieure française). Il est appuyé à Draché même par Marie-Thérèse et Jean Michau qui garde le poste de T.S.F. nécessaire aux communications et par les secrétaires de mairie (Raymond Civel à Draché et Andrée Babin à Sepmes) qui délivrent de faux-papiers. Il peut ainsi transmettre des renseignements. Il œuvre aussi avec la famille Goupille (André Goupille) de la Haye-Descartes et l 'équipe de Sepmes autour de Marie-Thérèse de Poix.
Ces groupes vont passer plus de 2000 clandestins en zone libre et plusieurs centaines d'aviateurs vers l'Espagne et transmettent des renseignements précieux en vue du débarquement.
La Gestapo démantèle le réseau Marie-Odile en février 1944. L'abbé meurt sous la torture le 28 février 1944 à Tours. Il est remplacé par Paul Tenailleau puis Robert Marquant.
Jean Michau est arrêté le 16 février 1944 et meurt à Bergen-Belsen le 16 avril 1945.

Le 25 août 1944, a lieu le massacre de Maillé, commune jouxtant Draché. La veille, les Allemands avaient perquisitionné à Draché.

### Blasonnement
|  | Les armoiries de Draché se blasonnent ainsi : Tranché: au 1er losangé d'or et de gueules, au 2e d'argent à la bande fuselée de gueules; au menhir « la pierre percée » au naturel brochant sur le tout. |

## Politique et administration
| Période                                  | Période   | Identité                  | Étiquette | Qualité                    |
| ---------------------------------------- | --------- | ------------------------- | --------- | -------------------------- |
| 1786                                     | 1801      | Estienne Blanchard        |           |                            |
| 1801                                     | 1812      | René Blanchard            |           |                            |
| 1819                                     | 1833      | François Archambault      |           |                            |
| 1834                                     | 1848      | Jean-Baptiste Delatouche  |           |                            |
| 1848                                     | 1852      | Jean Raguin               |           |                            |
| 1871                                     | 1878      | Pierre Duvignau-Martin    |           |                            |
| 1878                                     | 1908      | Pierre Archambault        |           | (démissionne 1 mois)       |
| 1908                                     | 1908      | Baptiste Archambault      |           |                            |
| 1908                                     | 1910      | Delphin Chapelle          |           |                            |
| 1910                                     | 1925      | Pierre Archambault        |           |                            |
| 1925                                     | 1945      | Jean-Baptiste Archambault |           | (démissionne)              |
| 1945                                     | 1947      | Camille Nossereau         |           |                            |
| 1947                                     | 1959      | Raymond Plisson           |           |                            |
| 1959                                     | 1968      | Alfred Chaboty            |           |                            |
| 1968                                     | 1971      | Pierre Fontaine           |           |                            |
| 1971                                     | 1988      | Désiré Charpentier        | RPR       |                            |
| 1988                                     | mars 2008 | Jacques Brégeon           | RPR-UMP   |                            |
| mars 2008                                | En cours  | Gilles Chapoton           | REM       | Retraité de l'enseignement |
| Les données manquantes sont à compléter. |           |                           |           |                            |

## Population et société

### Démographie

#### Évolution démographique
L'évolution du nombre d'habitants est connue à travers les recensements de la population effectués dans la commune depuis 1793. Pour les communes de moins de 10 000 habitants, une enquête de recensement portant sur toute la population est réalisée tous les cinq ans, les populations de référence des années intermédiaires étant quant à elles estimées par interpolation ou extrapolation. Pour la commune, le premier recensement exhaustif entrant dans le cadre du nouveau dispositif a été réalisé en 2006.

En 2022, la commune comptait 700 habitants, en évolution de −6,04 % par rapport à 2016 (Indre-et-Loire : +1,67 %, France hors Mayotte : +2,11 %).
| 1793 | 1800 | 1806 | 1821 | 1831 | 1836 | 1841 | 1846 | 1851 |
| ---- | ---- | ---- | ---- | ---- | ---- | ---- | ---- | ---- |
| 603  | 548  | 602  | 602  | 649  | 664  | 725  | 733  | 765  |

| 1856 | 1861 | 1866 | 1872 | 1876 | 1881 | 1886 | 1891 | 1896 |
| ---- | ---- | ---- | ---- | ---- | ---- | ---- | ---- | ---- |
| 768  | 726  | 694  | 647  | 634  | 666  | 648  | 665  | 634  |

| 1901 | 1906 | 1911 | 1921 | 1926 | 1931 | 1936 | 1946 | 1954 |
| ---- | ---- | ---- | ---- | ---- | ---- | ---- | ---- | ---- |
| 631  | 655  | 674  | 624  | 597  | 604  | 631  | 653  | 662  |

| 1962 | 1968 | 1975 | 1982 | 1990 | 1999 | 2006 | 2011 | 2016 |
| ---- | ---- | ---- | ---- | ---- | ---- | ---- | ---- | ---- |
| 608  | 520  | 521  | 518  | 592  | 635  | 675  | 718  | 745  |

| 2021 | 2022 | - | - | - | - | - | - | - |
| ---- | ---- | - | - | - | - | - | - | - |
| 717  | 700  | - | - | - | - | - | - | - |

#### Pyramide des âges
La population de la commune est relativement jeune.
En 2018, le taux de personnes d'un âge inférieur à 30 ans s'élève à 34,9 %, soit au-dessus de la moyenne départementale (34,9 %). À l'inverse, le taux de personnes d'âge supérieur à 60 ans est de 20,3 % la même année, alors qu'il est de 27,8 % au niveau départemental.
En 2018, la commune comptait 399 hommes pour 346 femmes, soit un taux de 53,56 % d'hommes, largement supérieur au taux départemental (48,09 %).
Les pyramides des âges de la commune et du département s'établissent comme suit.
| Hommes | Classe d’âge | Femmes |
| ------ | ------------ | ------ |
| 0,3    | 90 ou +      | 0,3    |
| 6,0    | 75-89 ans    | 7,5    |
| 13,0   | 60-74 ans    | 13,6   |
| 25,3   | 45-59 ans    | 26,6   |
| 20,0   | 30-44 ans    | 17,6   |
| 14,8   | 15-29 ans    | 14,2   |
| 20,5   | 0-14 ans     | 20,2   |

| Hommes | Classe d’âge | Femmes |
| ------ | ------------ | ------ |
| 0,9    | 90 ou +      | 2,2    |
| 7,9    | 75-89 ans    | 10,2   |
| 17,3   | 60-74 ans    | 18,1   |
| 19,8   | 45-59 ans    | 19,1   |
| 17,9   | 30-44 ans    | 17,2   |
| 18,5   | 15-29 ans    | 17,5   |
| 17,6   | 0-14 ans     | 15,6   |

### Enseignement
Draché se situe dans l'Académie d'Orléans-Tours (Zone B) et dans la circonscription de Chinon.
L'école élémentaire Pommaux accueille les élèves de la commune.

## Économie
Draché est classée en zone de revitalisation rurale par arrêté du 16 mars 2017.

## Culture locale et patrimoine

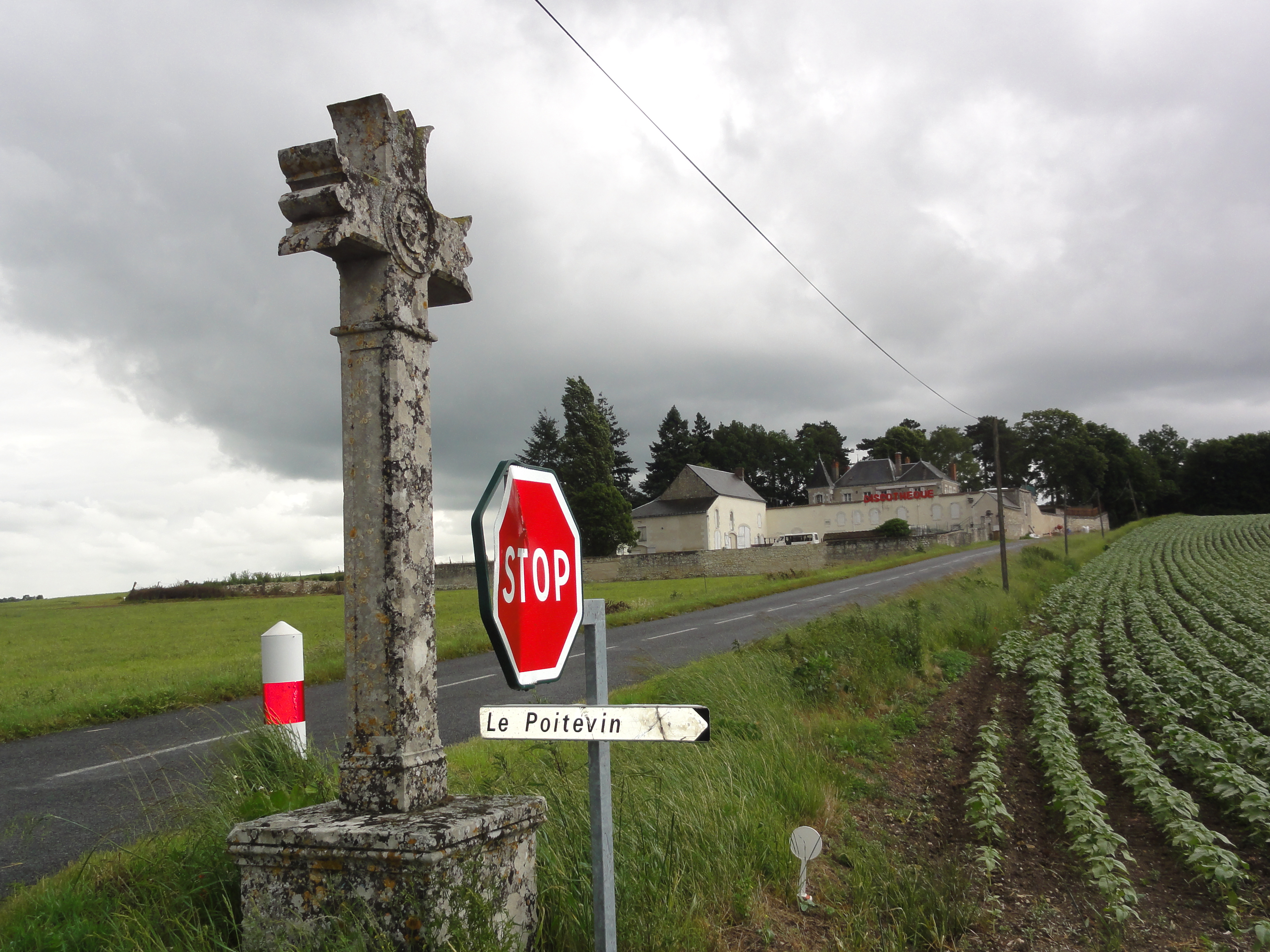
Croix de chemin

### Lieux et monuments

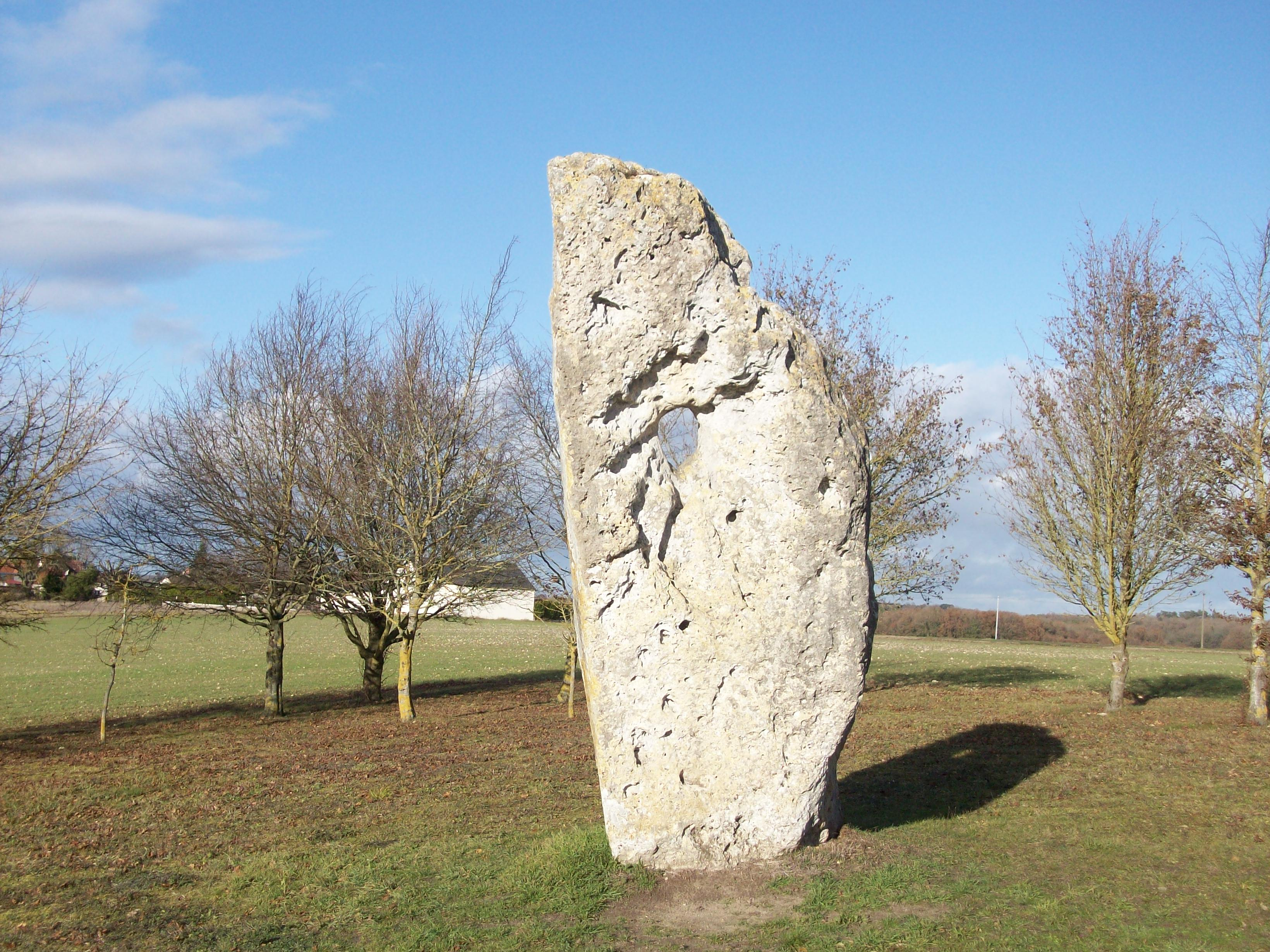
La Pierre Percée, monument mégalithique situé à Draché près du hameau des Érables

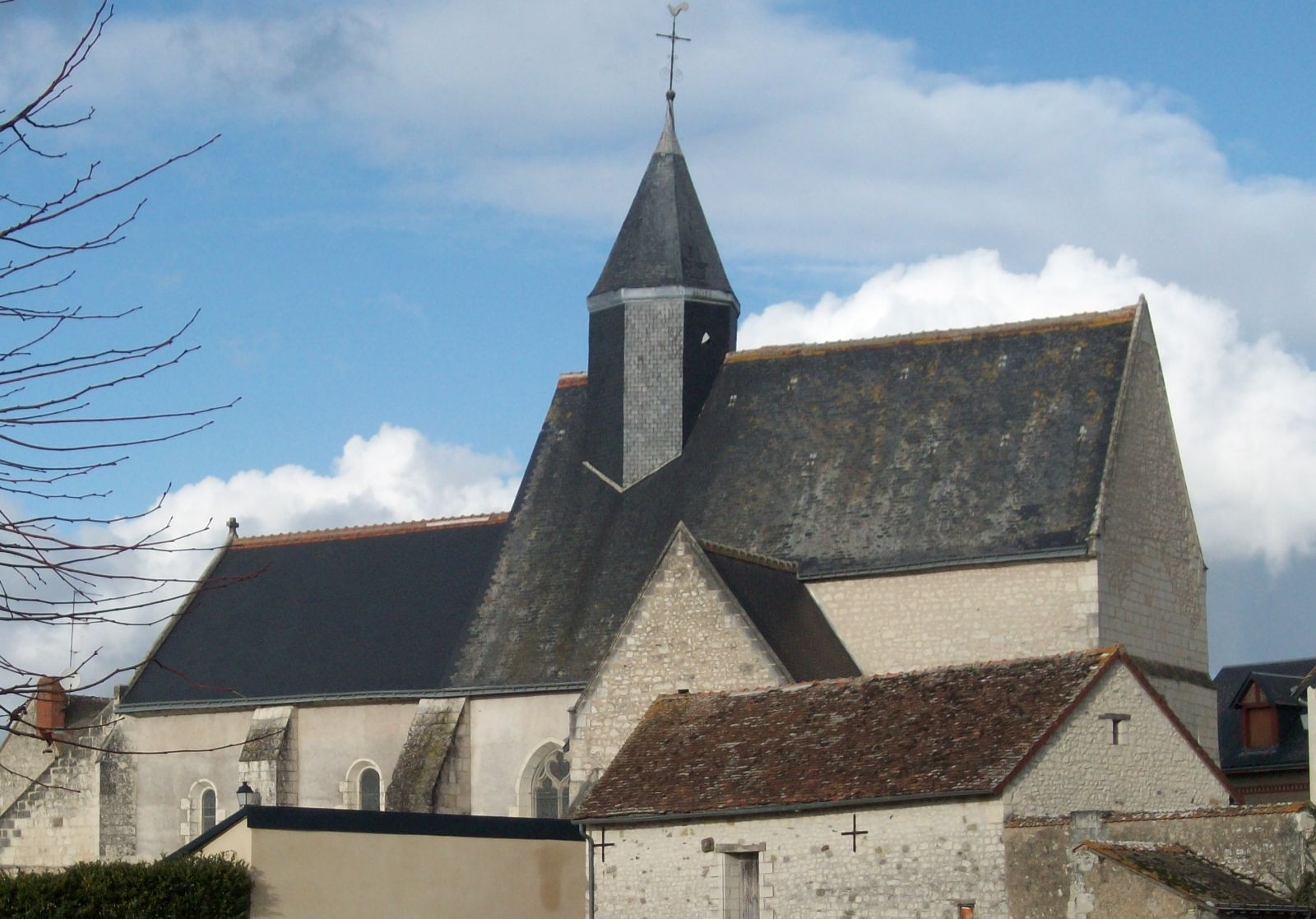
L'église de Draché, vue sud.

La Pierre percée, menhir haut de 4 mètres. 
Une légende dit que les enfants qui passeront leur tête à travers le trou seront protégés des maladies. Une autre dit que les jeunes mariés qui échangeront un bouquet de fleurs à travers ce même trou seront protégés du divorce; il semble que cette pratique perdure. Une autre enfin dit qu'un grand nombre de Sarrasins auraient été enterrés au pied du menhir après la bataille dite de Poitiers en 732.
Une stèle commémorant le massacre de Maillé a été érigée au carrefour de la nationale 10 (aujourd'hui D 910) et de la D 91 (commune de Draché).

### Personnalités liées à la commune
- L'abbé Henri Péan (1901-1944), curé de Draché, résistant

Henri Péan, parfois surnommé Péan le fou, est originaire de Saint-Léonard-en-Beauce. Prêtre du Diocèse de Tours, Il est curé de Draché et devient l'organisateur local des réseaux Vengeance et Marie-Odile.

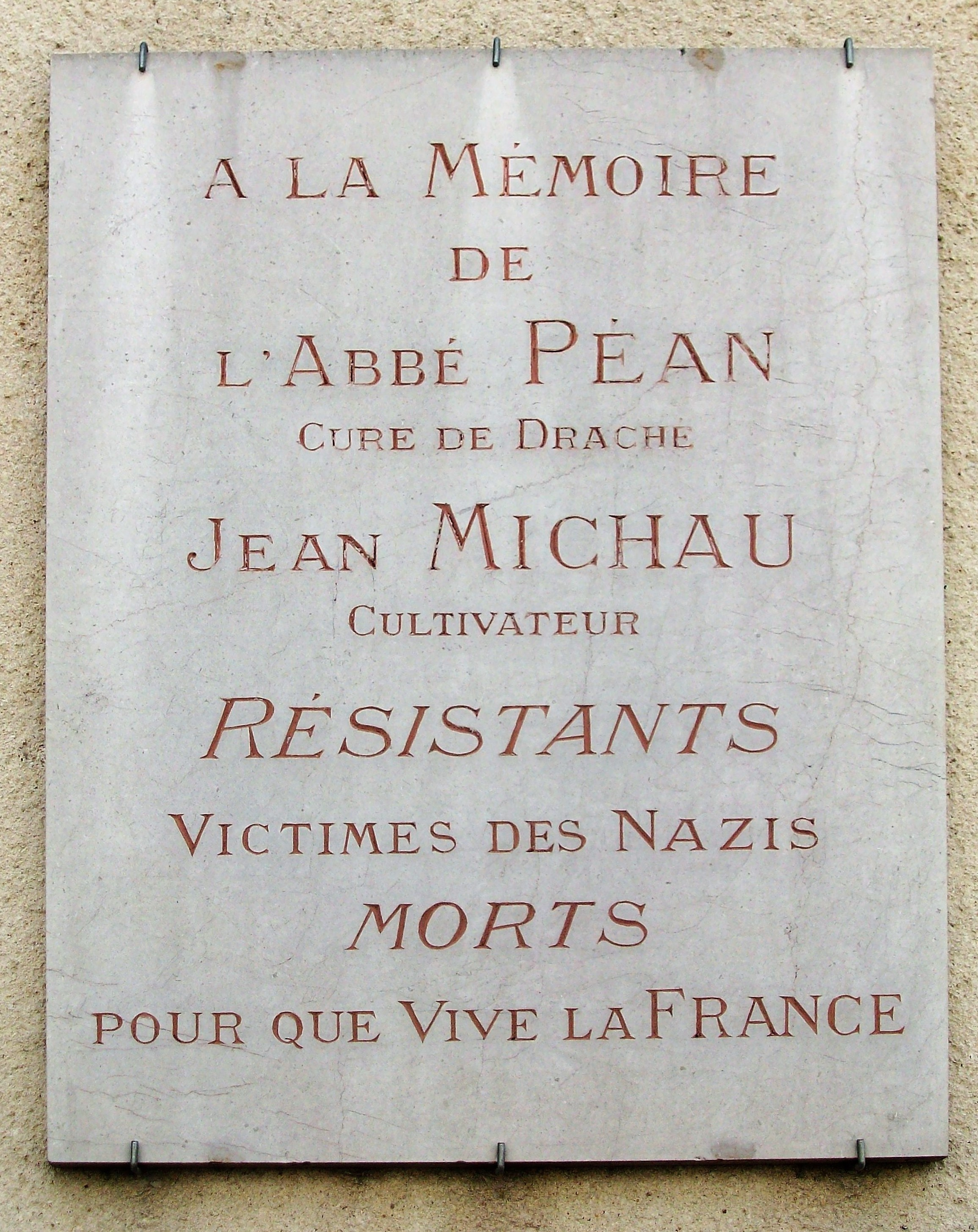
Plaque commémorative apposée sur la façade de la Mairie de Draché

Il est arrêté le 13 février 1944, à la sortie de la messe, à la Celle -Saint-Avant par la Gestapo. Emmené à Tours, Il est torturé et assassiné par la Gestapo le 28 février 1944. Il repose au cimetière de Draché.
Distinctions : Croix de guerre 1939-1945, Médaille de la Résistance, Chevalier de l'Ordre national de la légion d'Honneur, Médaille de la Liberté avec palme de bronze (U.S. : Medal of Freedom with bronze palm).
- Raymond Civel (1916-1945)

Né à Plessé (Loire-Atlantique), secrétaire de mairie à Draché, résistant, fournissait de faux-papiers, déporté au Camp de concentration de Dora, mort à Ellrich, sous-camp de Dora, le 24 mars 1945.
- Jean et Marie-Thérèse Michau (1906-1945)

Jean, agriculteur à Draché, résistant, proche de l'abbé Péan, déporté en camp de concentration, mort à Bergen-Belsen le 15 avril 1945.
Distinctions : Médaille de la Liberté avec palmes, Chevalier de l'ordre national de la Légion d'Honneur, Médaille de la résistance.
Marie-Thérèse Joubert (1906-1979), épouse de Jean, d'abord agent du réseau B.E. Wisigoth-Lorraine filière d'aide aux juifs polonais, elle intègre aussi le réseau de l'Abbé Péan à partir de mars 1943.
Distinctions : Medal of freedom, Croix de guerre avec palmes, légion d'honneur
- Georges Poivilliers (1892- 1968)

Né à Draché, ingénieur (Centrale, 1913), spécialiste de la photogrammétrie, directeur de l'École centrale de 1952 à 1962, Commandeur dans l'Ordre de la Légion d'Honneur, Croix de Guerre 1914-1918, officier de l'Ordre de Léopold (Belgique).